# Pelocypris alatabulbosa
Pelocypris alatabulbosa är en kräftdjursart som beskrevs av Magali Delorme 1970. Pelocypris alatabulbosa ingår i släktet Pelocypris och familjen Cyprididae. Inga underarter finns listade i Catalogue of Life.